# Klášter Humor
Klášter Humor se nachází v župě Sučava (Bukovina), v údolí stejnojmenné řeky, několik kilometrů proti proudu od města Gura Humorului. Klášter nechal roku 1530 vybudovat, resp. obnovit Toader Bubuiog, šlechtic, pravděpodobně na popud Petra Rareșe. Společně s dalšími kostely v Moldávii je zdejší kostel chráněn jako kulturní památka světového dědictví UNESCO.
Dle archeologických průzkumů patří malby v klášteře k těm nejstarším dochovaným z moldavských kostelů. Malíř jménem Toma tu se svými pomocníky vytvořil rozsáhlý soubor výjevů z Bible, životopisů světců i v Byzanci oblíbených obrazů k chvalozpěvům na Pannu Marii, pokrývající zdi chrámu zevnitř i zvenčí. Pozoruhodné jsou též „rodinné portréty“ Štěpána Velikého a Petra Rareşe kořících se Kristu. Ty nacházíme i v dalších kostelech, stejně jako vyobrazení vysokých hodnostářů knížecího dvora.
Původní klášter pocházel z roku 1415, jeho zbytky se nacházejí asi 500 m od současného kláštera. Kamenný klášterní kostelík se třemi apsidami a pravděpodobně i kopulí nad naosem byl zvenčí obložen keramickými disky a uvnitř ozdoben malbami, jak ukazují archeologické výzkumy. Klášter se brzy stal jedním z nejvýznamnějších v zemi. Není známo, co vedlo k jeho zkáze v 3. dekádě 16. století, snad nějaká přírodní katastrofa, neboť podobný osud potkal ve stejnou dobu více klášterů.
Petru Rareș záhy započal s obnovou zničených klášterů, jedním z takto obnovených byl i klášter v Humoru. V dalším období byl klášter několikrát vyloupen. V roce 1641 nechal Vasile Lupu vybudovat hradby a strážní věž, ale zdá se, že ani to moc nepomohlo. V roce 1775, po převzetí moci v oblasti Rakouskem, byl klášter zrušen a kostel přeměněn na farní.
V roce 1980 byl postaven nový farní kostel a v roce 1992 byla obnovena mnišská komunita. V roce 1993 byl klášterní kostel zapsán na seznam světového dědictví.
Kostel zasvěcený Zesnutí Panny Marie byl jako první v Bukovině postaven s otevřeným exonarthexem (vnější předsíní). Nemá věž, takže ve srovnání s podobnými kostely se zdá, že je menší. Jeho stěny jsou vně i uvnitř zdobeny malbami. Celá východní stěna exonarthexu je vyhrazena zobrazení posledního soudu.
V roce 1429 vzniknul v klášteře manuskript Čtyři Evangelia zdobený četnými miniaturami. Štěpán Veliký roku 1483 pověřil mnicha Nicodima z Putny, aby pořídil kopii této knihy. Tak vznikl spis Čtyři Evangelia z Humoru, později byla kniha ozdobena tepaným stříbrem. V průběhu let byla tato kniha několikrát odcizena, ale vždy se vrátila.

## Fotogalerie

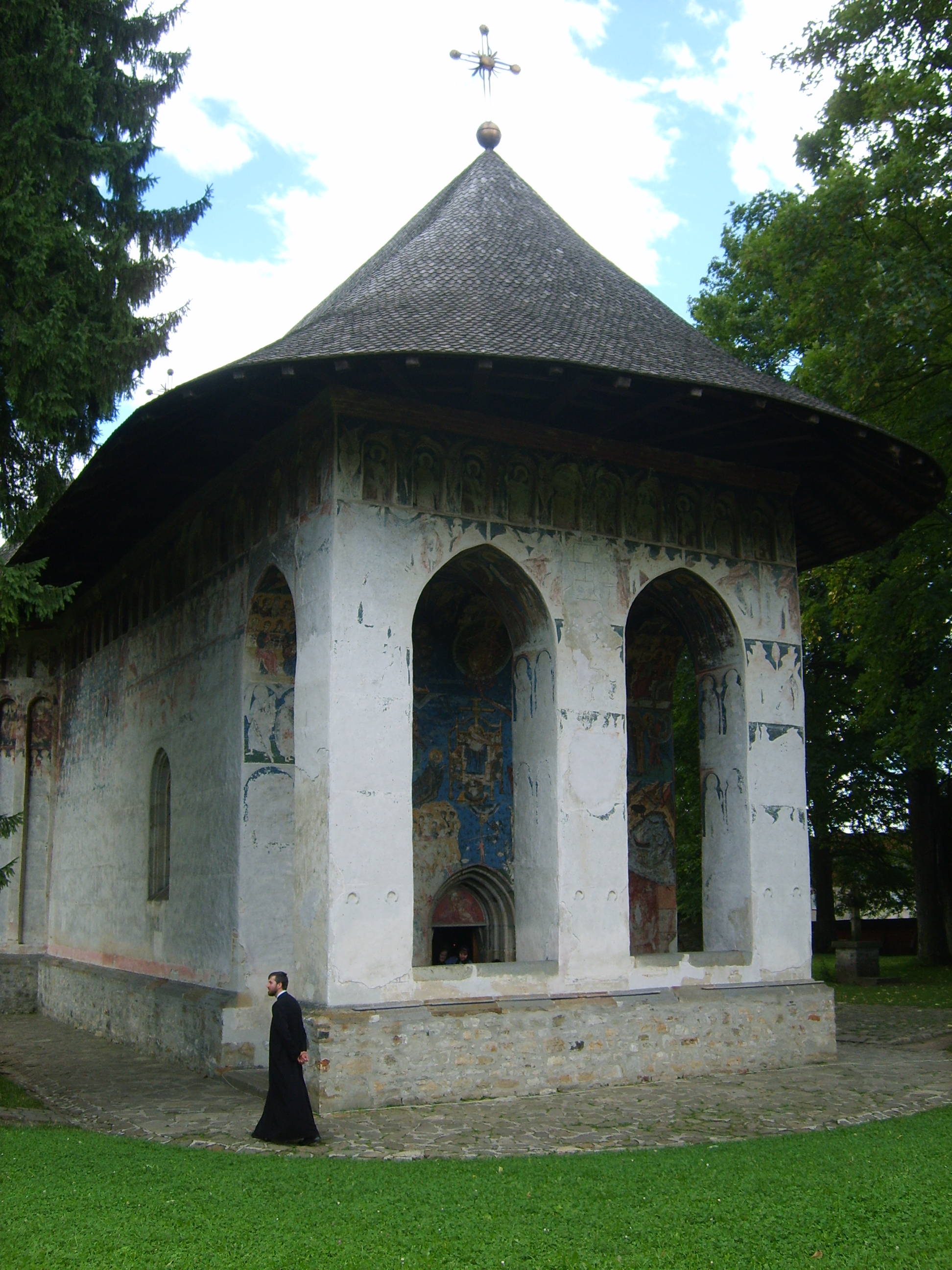
Klášterní kostel - pohled na exonarthex
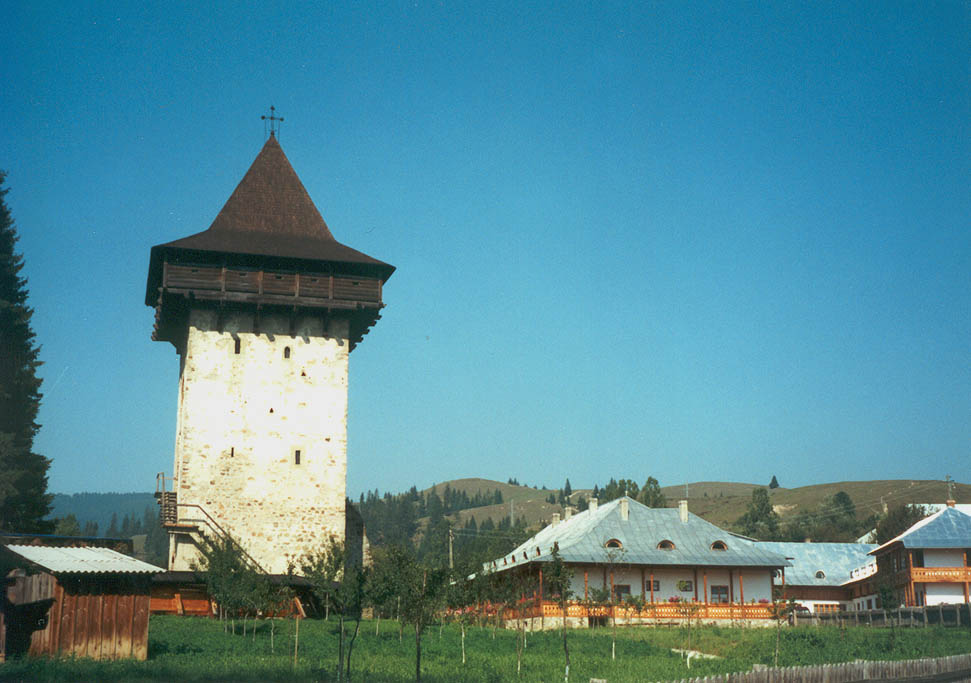
Strážní věž a nové obytné budovy kláštera
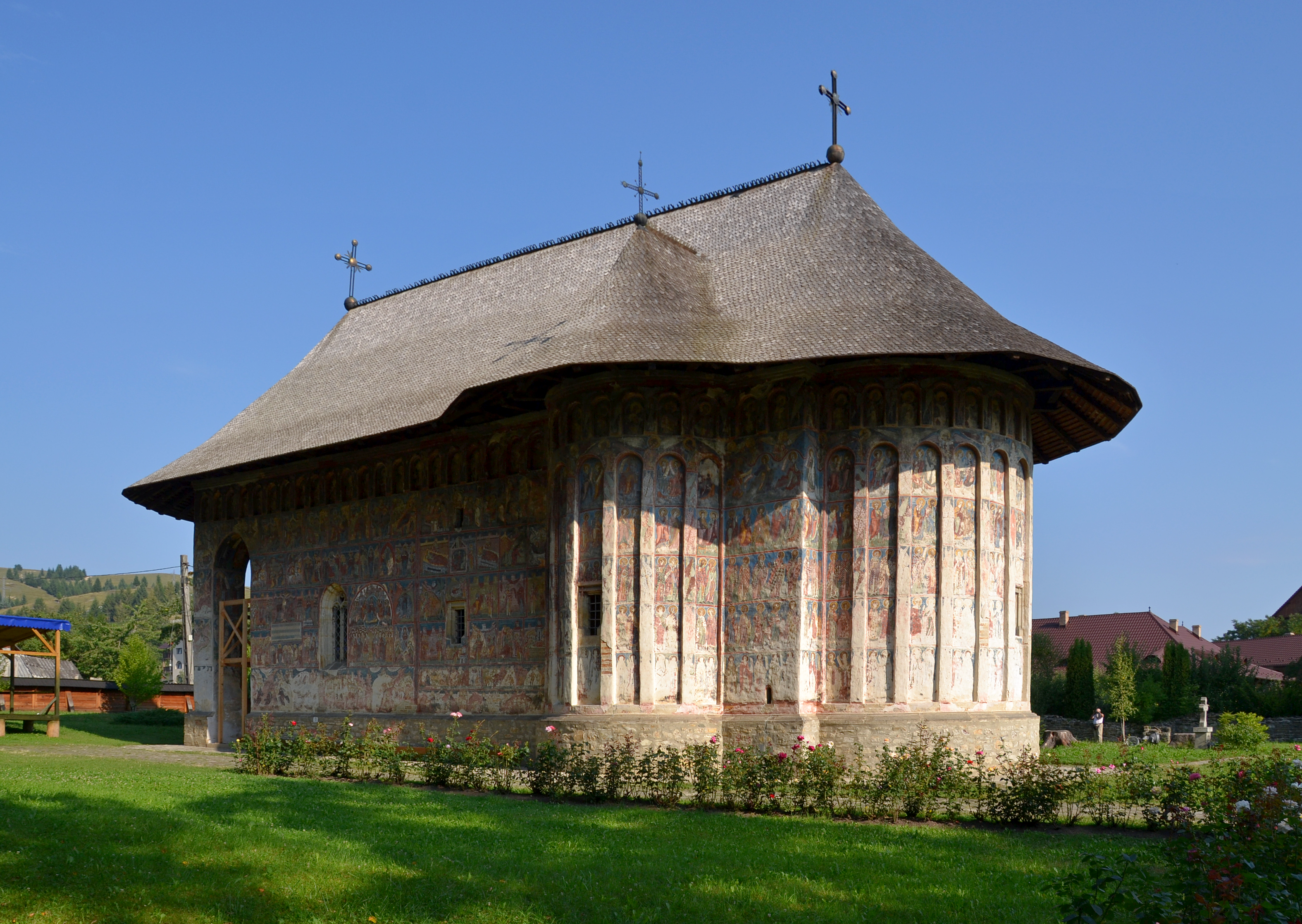
Klášterní kostel Zesnutí Panny Marie
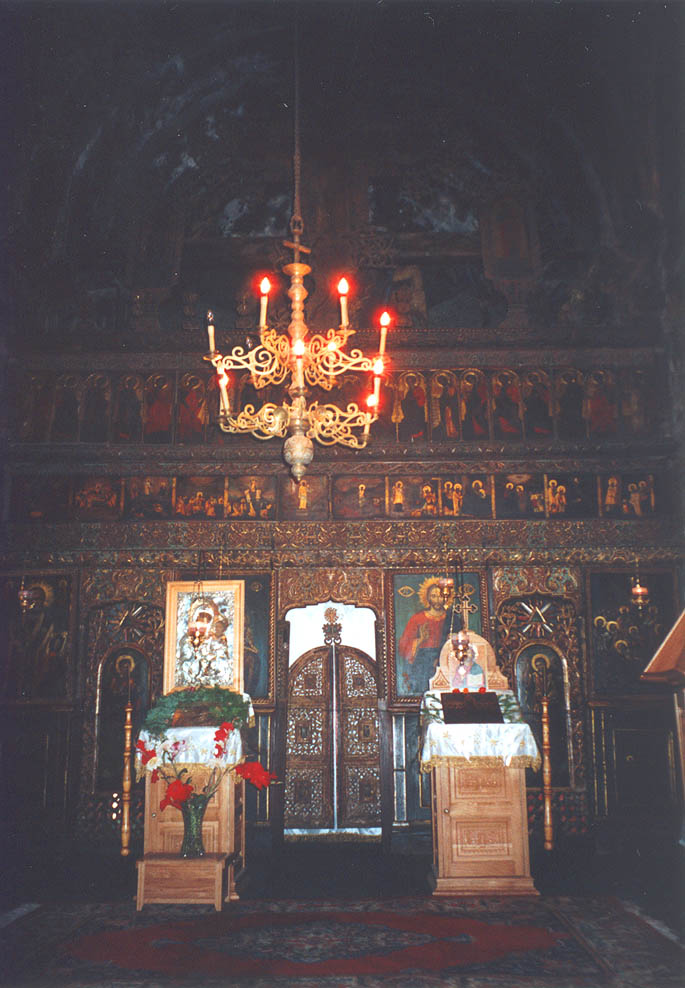
Ikonostas
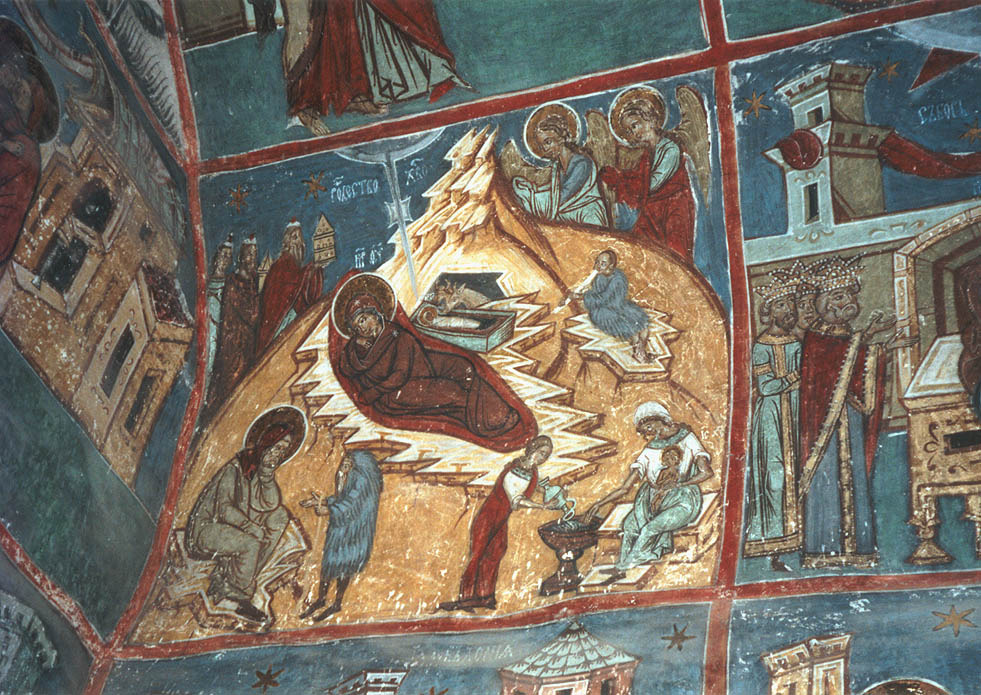
Detail vnitřní výzdoby - obraz narození Krista. V levém dolním rohu sedí sv. Josef před stájí a ďábel ho uvádí v pochybnosti o božském původu dítěte.